# Madison Young
Madison Young (Loveland, Ohio; 20 de septiembre de 1980) es una actriz pornográfica, modelo erótica, modelo de bondage, directora, educadora sexual y escritora estadounidense. En 2001 fundó la Femina Potens Art Gallery, una galería de arte situada en San Francisco que dio cabida, hasta 2019, a artistas LGTBQ y de la comunidad BDSM.

## Biografía
Madison Young, nombre artístico de Tina Butcher, nació en Ohio en septiembre de 1980. Debutó como actriz pornográfica en el 2003, a los 23 años de edad. Tres años después de sus comienzos delante de las cámaras, Young comenzó a probar suerte también como directora, rodando hasta casi un centenar de películas, muchas de las mismas protagonizadas por ella misma.
Como actriz ha trabajado para estudios como Amateur Bound, Evil Angel, Filly Films. Girlfriends Films, ATKingdom, Hustler, New Sensations, Triangle Films, Vivid, Kink.com, Penthouse, Digital Playground, Teravision o Sweetheart Video, entre otros.
Young es una destacada experta en educación sexual, dinámicas del poder sexual y del BDSM, habiendo sido entrevistada en numerosas ocasiones para hablar de estos asuntos en medios como Huffington Post, XOJane.com, The Rumpus y Salon.com.
Además ha realizado talleres y dado conferencias sobre temas de sexualidad, estudios feministas de pornografía y la política de BDSM en instituciones como la Universidad de Yale, Hampshire College, Universidad del Noroeste, Universidad de Toronto, Universidad de Minnesota, Universidad de California en Berkeley o en el Festival de Cine Porno de Berlín. Es también la fundadora del Erotic Film School, un programa de formación cinematográfica erótica de tres días que se lleva a cabo en San Francisco (California), y que presenta a los estudiantes el proceso de preproducción, producción y postproducción de la producción de películas eróticas.
Young ha aparecido, por su trabajo en la pornografía feminista y también por su activismo queer, en las revistas Bitch y Curve, así como en la portada del magacín sueco $pread. Con todo ello, también ha sido habitual verla en programas de televisión de cadenas como Independent Film Channel, History Channel, MTV's Logo, Fusion TV o en HBO, en la serie Real Sex. En 2011 fue una de las protagonistas del docudrama Too Much Pussy!, realizado por Emilie Jouvet que siguió el viaje a través de Europa (de Berlín a Malmö) de un grupo de seis artistas, todas ellas miembros del movimiento prosexo.
En 2014 Young publicó su libro de memorias titulado Daddy, con un prólogo de la estrella porno feminista Annie Sprinkle.
Dentro del circuito de premios de la industria pornográfica, en 2012 estuvo nominada en los Premios AVN en la categoría de Mejor escena de sexo lésbico en grupo por la película Taxi 2.
Se retiró en el año 2017, habiendo grabado un total de 275 películas como actriz, así como 41 como directora.
Alguno de sus trabajos son A Woman's Touch, Bibliophile, Content, Femmtastic, Frisk Me,
Intimate Pursuit, Jack's Redhead Adventure, Lights Out, Purging Protocol, Rub Me Good, Spanking Desires o Undone.

## Premios y nominaciones
| Año  | Ceremonia   | Resultado | Premio                                | Trabajo |
| ---- | ----------- | --------- | ------------------------------------- | ------- |
| 2012 | Premios AVN | Nominada  | Mejor escena de sexo lésbico en grupo | Taxi 2  |